# Luciano D'Alessandro
Luciano D'Alessandro (Napoli, 19 marzo 1933 – Napoli, 15 settembre 2016) è stato un fotografo e giornalista italiano.

## Biografia
Dopo il liceo, frequentando la redazione locale de L'Unità, per la quale redigeva articoli brevi, comincia a dedicarsi a quella che sarà la passione quindi la professione della sua vita, la fotografia. La formazione umana, culturale ed artistica si consolida presso lo studio del pittore Paolo Ricci a Villa Lucia, da lui frequentato assiduamente assieme al padre; lì si possono incontrare personaggi di spicco del mondo culturale come Paul Éluard, Renato Guttuso, Raffaele Viviani, Pablo Neruda.
Inizia il mestiere di fotoreporter nel 1952 collaborando via via, nel tempo, con i maggiori quotidiani e periodici italiani ed internazionali tra i quali Il Mattino, L’Espresso, Time, Life, Stern, L’Europeo, il Corriere della Sera, Daily Telegraph, Die Zeit, Le Monde, Rinascita, L’Unità ed altri.
Nel 1959 sposa Maria Laura Farace, da cui si separa nel 1978, e dalla quale avrà due figli.
"Nel 1956 fotografai un disoccupato di Napoli. Da allora ho fatto sempre la stessa foto, il tentativo di fissare in uno scatto la solitudine profonda dell'uomo". Con queste parole D'Alessandro ricorda come il ritratto Il disoccupato, scattato a Napoli nel 1956, cambiò il suo modo di approcciarsi alla fotografia verso uno sguardo profondo nella realtà umana delle periferie, del degrado urbano e sociale, della solitudine della malattia mentale. In quella immagine, un padre disoccupato si dispera accanto al figlio che non sa come mantenere.
Esposto alla galleria Il Diaframma di Milano nel 1968 ed edito l'anno dopo grazie a Lanfranco Colombo, si tratta di un documento fondamentale, al pari di Morire di classe di Gianni Berengo Gardin e Carla Cerati, per l'impatto sociale della fotografia sulla malattia mentale, è il libro Gli Esclusi. Fotoreportage da un'istituzione totale, il primo in Italia, nel quale, dopo aver conosciuto lo psichiatra Sergio Piro, D'Alessandro ha fotografato la vita nel manicomio di Nocera Superiore, dove si recava una volta a settimana a partire dal 1965. Si tratta di immagini realizzate senza alcuna volontà di ricerca artistica ma con l'intento di documentare la solitudine e le condizioni di vita dei malati rinchiusi da anni, esclusi, appunto, da qualsiasi progetto di reinserimento nella società. Un lavoro importantissimo dal punto di vista mediatico nel momento in cui si avviava in Italia il dibattito sulla chiusura dei manicomi, grazie all'esperienza goriziana di Franco Basaglia che diventerà legge dieci anni dopo (Legge 180/1978). Sulla base delle immagini del volume, il regista Michele Gandin girò un documentario, Gli Esclusi, ormai quasi introvabile in pellicola, con la voce di Riccardo Cucciolla ed il testo dello stesso Sergio Piro. Anche la Rai realizzò un filmato basato sulle sue immagini che mandò in onda nell'ambito del programma "AZ, un fatto come e perché" per la regia di Michele Gandin. Insieme nel 1965 realizzeranno la serie di 10 documentari per la Rai "Difendiamo la vita".
"La follia - scrive Franco Basaglia - è una condizione umana. In noi la follia esiste ed è presente come lo è la ragione. Il problema è che la società, per dirsi civile, dovrebbe accettare tanto la ragione quanto la follia. Invece incarica una scienza, la psichiatria, di tradurre la follia in malattia allo scopo di eliminarla. Il manicomio ha qui la sua ragion d’essere". Su queste parole trova la testimonianza concreta di esperienze fotografiche, non solo quella de Gli esclusi di D'Alessandro, ma anche quelle di Morire di classe di Gianni Berengo Gardin e Carla Cerati (1969), Tu interni... io libero di Gian Butturini (1977) e i servizi di Ferdinando Scianna per la rivista L’Europeo volti a descrivere il rapporto tra fotografia e follia, successivamente raccolti, insieme ad altri contributi, nel libro fotografico Il volto della Follia. Cent’anni di immagini del dolore edito da Skira (2005).
A questa ricerca seguiranno altre pubblicazioni: Vedi Napoli (1974), Tra la mia gente (1981), Vivere Capri (1986). Assieme a Gianni Berengo Gardin ha pubblicato i volumi Dentro le case (1978) e Dentro il Lavoro (1979).
È stato autore di molte campagne fotografiche in vari paesi tra cui Francia, Stati Uniti, Cuba, Russia oltreché in Italia.
A partire dal 1970 ha esposto in numerose mostre in Italia e all'estero come al Sicof e al Diaframma Milano, Praga, Parigi, New York, Rio de Janeiro ed in vari festival della fotografia come i Rencontres d'Arles.
Nel 1983 si trasferisce a Parigi presso l'amico Romeo Martinez (1911-1990), che pubblicherà la sua monografia nella collana "I Grandi Fotografi" edita da Fabbri Editore, dove incontrerà Henri Cartier-Bresson, Josef Koudelka, André Kertész, Marc Riboud e molti fotografi dell'Agenzia Magnum.
È sepolto nel cimitero acattolico di Capri.
Le sue fotografie sono presenti nelle collezioni di fondazioni, istituzioni e musei italiani e stranieri, tra cui
- CSAC - Centro Studi e Archivio della Comunicazione dell'Università di Parma
- MoMA - Museum of Modern Art di New York
- Biblioteca nazionale di Francia
- Galleria Nazionale delle Arti Estetiche di Pechino
- Biblioteca nazionale Vittorio Emanuele III di Napoli
- Dipartimento di Documentazione della Cultura Audiovisiva dell'Università di Puebla (Messico)
- Galleria d'arte moderna e contemporanea (Bergamo)
- Maison européenne de la photographie di Parigi
- MUFOCO - Museo di fotografia contemporanea di Cinisello Balsamo
- Fondazione 3M di Milano

L'Archivio Fotografico Luciano D'Alessandro dello Studio Bibliografico Marini, costituito nel dicembre 2017, conserva 2.500 stampe, circa 80.000 negativi in bianconero e 1.000 diapositive oltre a tutti i cataloghi e vari libri collettivi.